# Junkers Jumo 205
Predloga:Infobox aircraft engine
Junkers Jumo 205 je bil 2-taktni tekočinsko hlajeni opozicijski
dizelski letalski motor. Motor je imel 6 valjev, v vsakem valju sta bila 2 bata, ki sta se premikala v nasprotnih smereh. Torej nekakšna dva 6 valjna vrstna motorja (protibokser) s skupnim zgorevalnim prostorom za dva bata. Zaradi opozicijske konfiguracije batov je potreboval dve ročični gredi, eno na vrhu drugo pa spodaj. Jumo 205 je bil eden izmed prvih uspešnih dizelskih letalskih motorjev. Motor ni bil preveč popularen pri mehanikih zaradi zahtevnega vzdrževanja in nezanesljivosti. Njegova dobra stran je bila sposobnost letenja v velikih višinah in manjša poraba goriva. 
Skupaj so zgradili okrog 900 motorjev in njegovih različic Jumo 206, Jumo 207 in Jumo 208.  

## Uporaba
- Blohm & Voss BV 138
- Blohm & Voss Ha 139
- Blohm & Voss BV 222
- Dornier Do 18
- Dornier Do 26
- Junkers Ju 86

## Specifikacije (Jumo 205D)
- Tip: 12-valjni, 6-batni, 2-taktni tekočinsko hlajeni opozicijski dizelski motor
- Premer valja: 105 mm (4,13 in)
- Hod bata: 160 mm (6,3 in)
- Delovna prostornina: 16,63 L (1015 in³)
- Dolžina: 76,5 in (1934 mm)
- Širina: 21,54 in (547 mm)
- Višina: 52,17 in (1325 mm)
- Teža: 595 kg (1312 lb)

- Polnilnik: Spülgebläse
- Gorivni sistem: vbrizg goriva
- Gorivo: dizel
- Oljni sistem: črpalka
- Hlajenje: tekočinsko

- Moč: 880 KM (647 kW) pri 2800 obratih
- Specifična moč: 39,0 kW/L (0,86 KM/in³)
- Kompresijsko razmerje: 17:1
- Razmerje moč/teža: 1,09 kW/kg (0,66 KM/lb)